# Chemnitz-Borna-Heinersdorf
Borna-Heinersdorf ist ein nördlicher Stadtteil von Chemnitz. In diesem Stadtteil befindet sich der Crimmitschauer Wald, der ursprünglich zum Stadtteil Altendorf gehörte. Die Röhrsdorfer Höhe, südlich der Autobahnanschlussstelle „Chemnitz-Mitte“, stellt den Nordrand des Erzgebirgsbeckens dar. Er erstreckt sich im Wesentlichen auf die Gemarkungen der früheren Waldhufendörfer Borna und Heinersdorf, nach denen er auch benannt ist. Im Süden und im Osten sind Stadtteil- und Gemarkungsgrenze jedoch nicht identisch.
Angrenzende Stadtteile sind Glösa-Draisdorf und Furth im Osten, Schloßchemnitz und Altendorf im Süden, Röhrsdorf im Westen und Wittgensdorf im Norden.

## Geschichte

### Borna

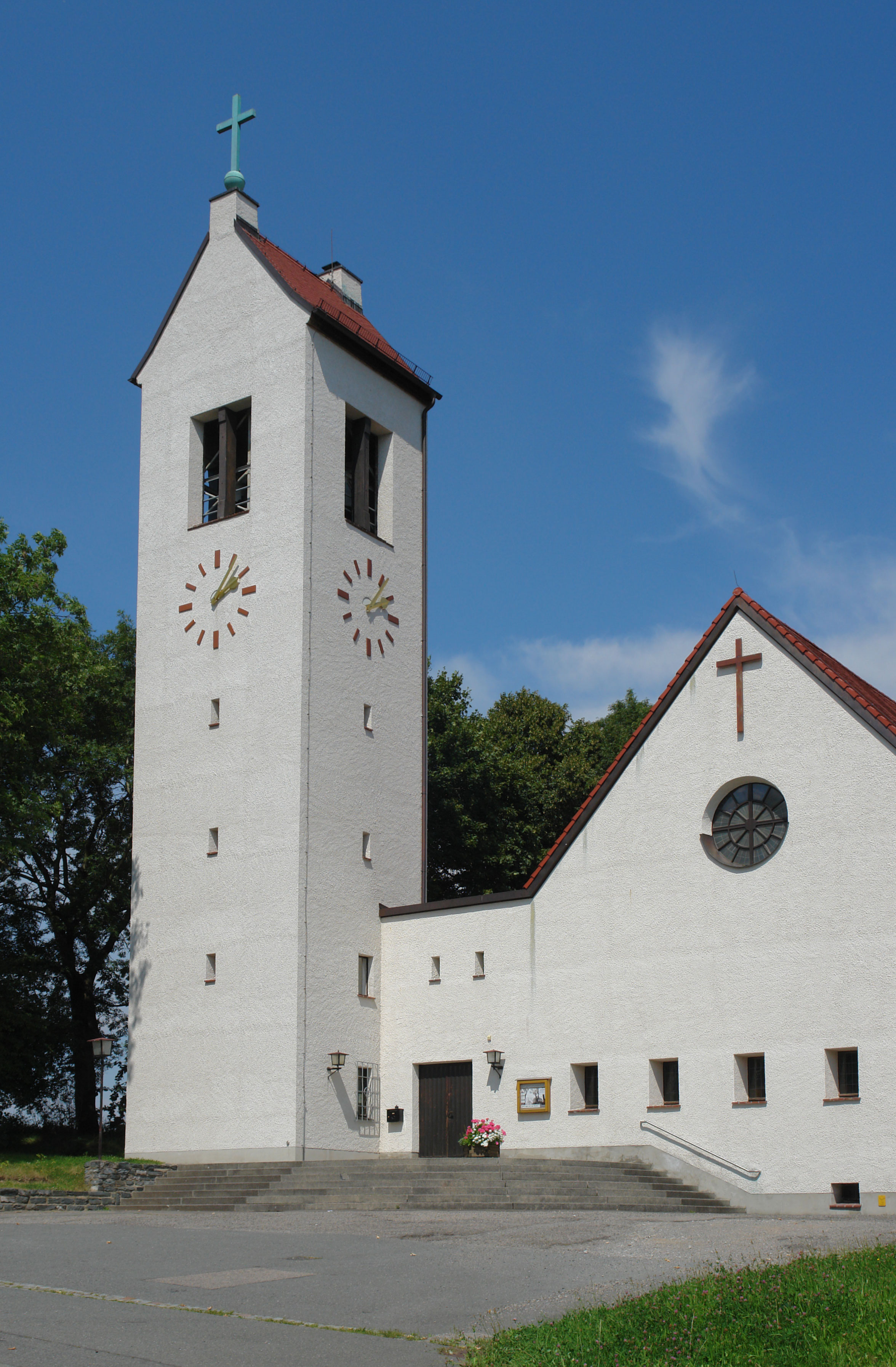
Gnadenkirche am Bornaer Berg

Das ehemalige zweireihige Waldhufendorf Borna wurde 1288 erstmals urkundlich erwähnt („zum Bornn“ = Siedlung an der Quelle bzw. Brunne). Es gehörte zur Herrschaft Blankenau und war nach Glösa gepfarrt. Erst 1950 erhielt Borna mit der Gnadenkirche eine eigene Kirche. Schon seit dem 19. Jahrhundert war Borna mit Heinersdorf durch eine gemeinsame Schulgemeinde verbunden.
Die Industrialisierung (unter anderem Gießerei, Ziegelei) setzte etwa 1911/12 ein. Seit 1913 ist Borna nach Chemnitz eingemeindet. Ab den 1920er Jahren, begünstigt durch die Nähe zur Stadt Chemnitz, entstanden, vorwiegend in den Randgebieten Bornas, Arbeiterwohnsiedlungen und mehrere Kleinsiedlungen (Frischbornsiedlung, Siedlung „Borna Berg“, Wüstenrotsiedlung…). 1929 entstand auf dem Bornaer Berg eine moderne Flachbauschule von Fred Otto (ehemals Hindenburgschule, später Oberschule für Körperbehinderte). Einige Jahre später wurde unterhalb des Flachbaus eine mehrgeschossige Plattenbauschule (POS Ernst Schneller) errichtet.
Einen Eisenbahnanschluss hat Borna seit der Eröffnung der Eisenbahnstrecke Chemnitz–Leipzig im Jahr 1872. Das um diese Zeit entstandene Eisenbahnviadukt über den Bahrebach und die 1936 entstandene Autobahn (A 4) ist heute ein technisches Denkmal. Die 1903 eröffnete Industriebahn durch den Crimmitschauer Wald zwischen Chemnitz-Altendorf und Borna ist mittlerweile stillgelegt und abgebaut.

### Heinersdorf
Heinersdorf, als einreihiges Waldhufendorf gegründet, wurde erstmals 1338 als „Heinrichsdorf“ (Dorf eines Heinrich) erwähnt. Die Schreibweise „Heinerschdorff“ stammt aus dem Jahr 1540. Die Kläranlage an der Chemnitz entstand zwischen 1912 und 1916. Im Jahr 1922 wurde Heinersdorf nach Chemnitz eingemeindet. Zehn Jahre später entstand am südlichen Rand der Ortslage die Siedlung am Bahrebach, 1936 die Reichsautobahn, die heutige Bundesautobahn 4.

### Herrschaft Blankenau
Am 5. Mai 1296 war erstmals die Herrschaft in Verbindung mit den Brüdern Albert, Friedrich und Hermann von Blankenau (als „Blankenowe“) erwähnt worden. Die Reichsministerialien von Gersdorf vermutet man als Gründer der Burg und Herrschaft. Vor dem Ende des 14. Jahrhunderts gehörten nachweisbar die Dörfer Furth, Glösa, Borna, Heinersdorf und Draisdorf. Im Jahr 1375 fiel die Herrschaft und die Dörfer an das Chemnitzer Benediktinerkloster, 1548 an das Amt Chemnitz.
Die alte Burg Blankenau befand sich zwischen dem Chemnitzfluss, der A 4 und der Heinersdorfer Straße. Der spätere Besitzer dieses Geländes ließ im Jahr 1874 die bis dahin noch erkennbaren Reste der Anlage einebnen.

### Bismarck-Turm

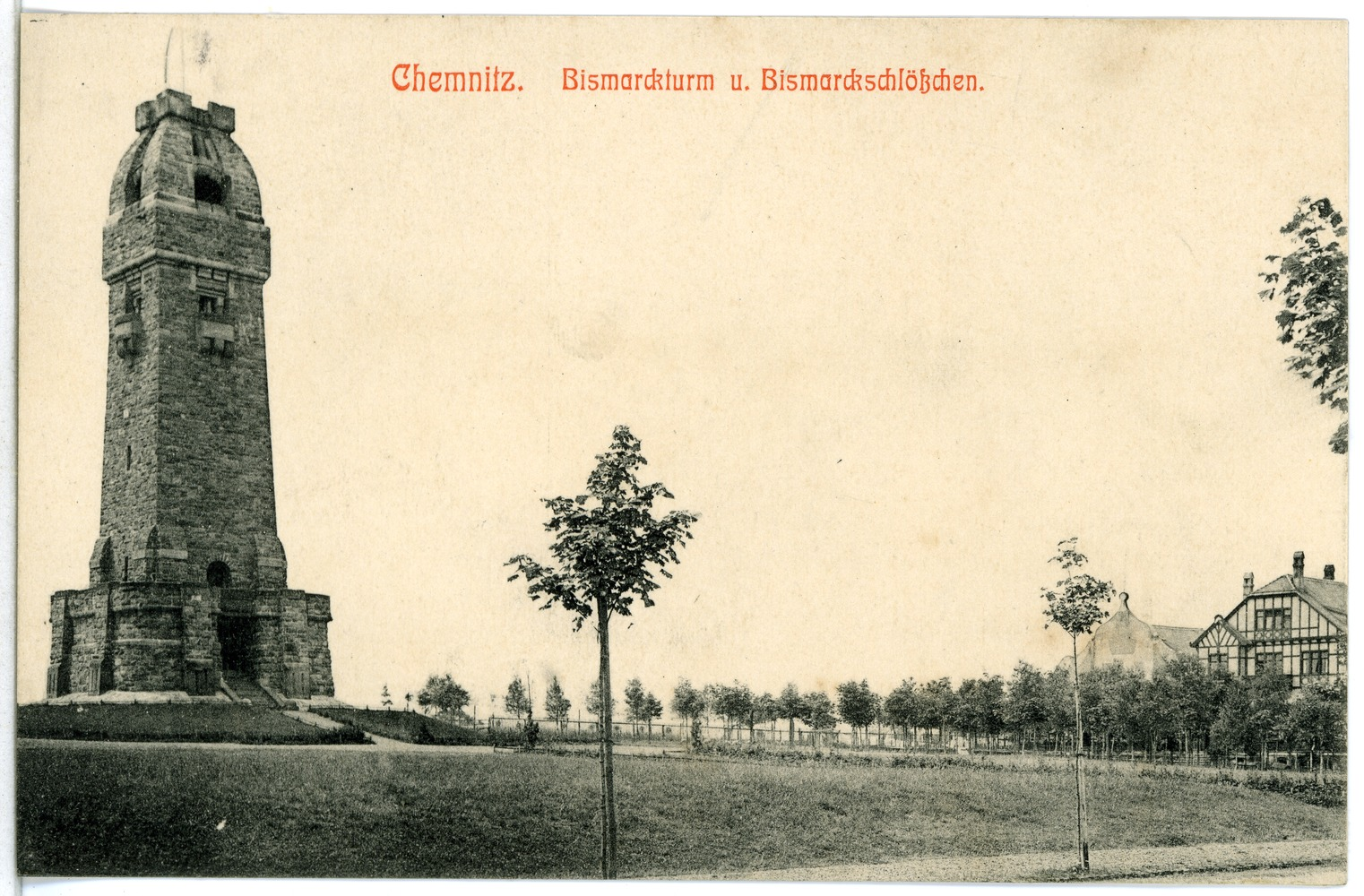
Bismarckturm Chemnitz

Am Nordrand des Crimmitschauer Waldes wurde der Bismarck-Turm 1905/06 errichtet. Ihm schloss sich die Gaststätte „Bismarckschlößchen“ an. Bis zu seiner Zerstörung im Zweiten Weltkrieg waren der Turm und die Gaststätte ein beliebtes Ausflugsziel der Chemnitzer. Benannt wurde der Turm nach dem ehemaligen deutschen Reichskanzler Fürst Otto von Bismarck.

## Verkehr

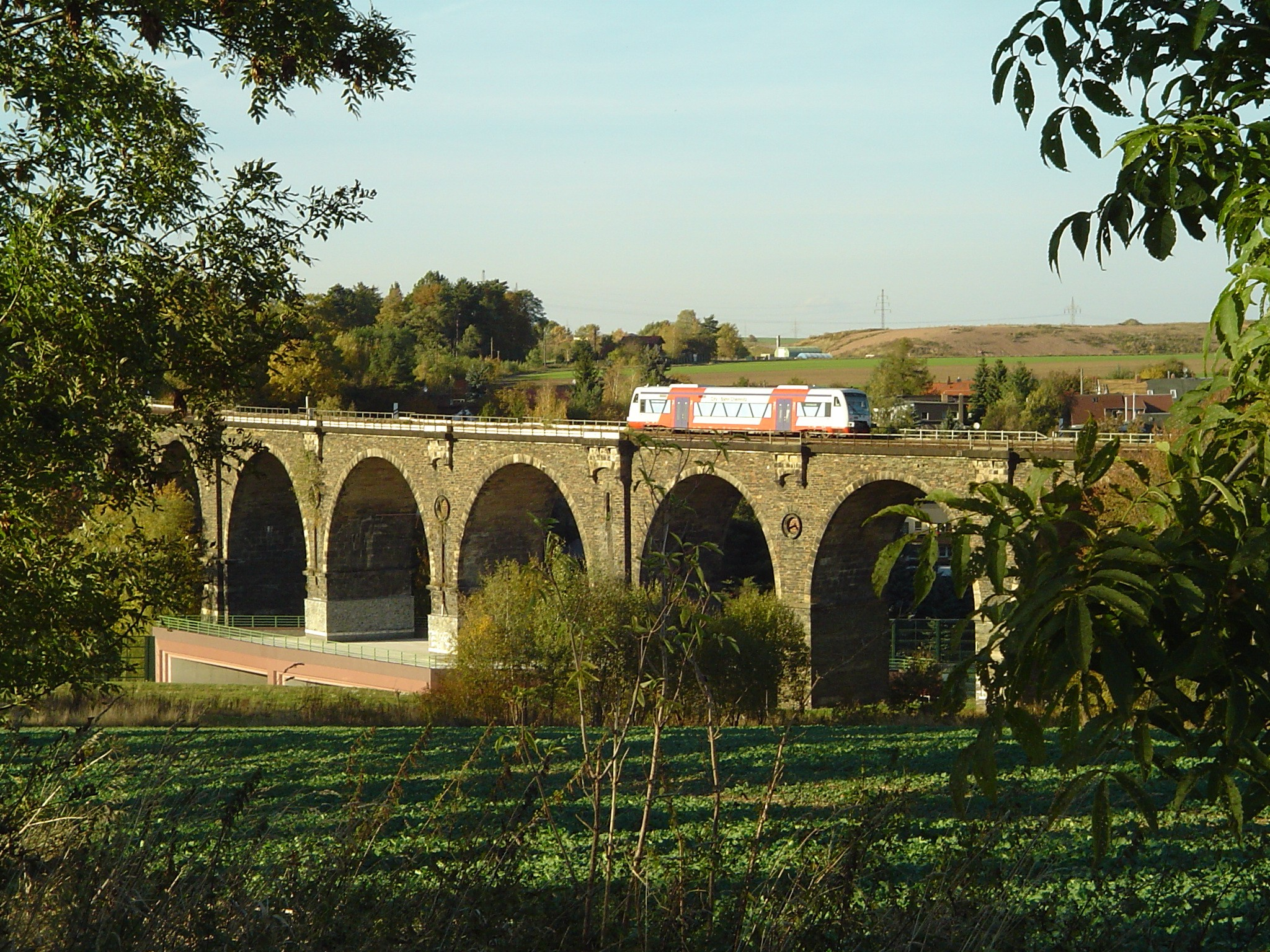
Bahrebachmühlenviadukt

Durch den Stadtteil führen die B 95 (Leipziger Straße) und im Norden die A 4. Borna-Heinersdorf ist mit den Stadtbuslinien 23, 21, 46, 76 und N18 des Nachtverkehrs erschlossen. Die Bahnstrecke nach Burgstädt und Leipzig hat in Borna an der Sandstraße einen Haltepunkt, im Südosten der Gemarkung beginnt außerdem der Bahnhof Chemnitz Küchwald. Beide werden stündlich von der City-Bahn Chemnitz bedient.
Der Haltepunkt Heinersdorf an der Chemnitztalbahn wurde 1977 geschlossen. Die Ladestelle Chemnitz-Borna befand sich an der stillgelegten Bahnstrecke Küchwald–Obergrüna an der Straße „Abendleite“.
Die ehemalige Straßenbahnlinie 4 fuhr noch bis 1975, von der Hartmannstraße kommend, die Leipziger Straße entlang. Die Endhaltestelle lag zwischen Bornaer und Wittgensdorfer Straße am ehemaligen Gasthof „Grüner Hof“.